# Стерлинг, Джен
Джен Стерлинг (англ. Jan Sterling, 3 апреля 1921, Нью-Йорк, Нью-Йорк — 26 марта 2004, Вудленд-Хиллз, Калифорния) — американская актриса, номинантка на «Оскар» и обладательница «Золотого глобуса» в 1954 году.

## Биография
Джейн Стерлинг Эдриенс родилась в Нью-Йорке 3 апреля 1921 года в состоятельной семье. Образование получила в нью-йоркских частных школах, после переезда семьи в Европу обучалась у частных преподавателей в Париже и Лондоне, после чего была зачислена в драматическую школу английской актрисы Фэй Комптон.
Будучи подростком, вернулась на Манхэттен, где началась её карьера на Бродвее под псевдонимами Джейн Эдриенс и Джейн Стерлинг. Её дебютная роль была в пьесе «Рождённый холостым», а после этого она играла в постановках «Панама Хэтти», «Свыше 21» и «Настоящий смех». Кинодебют Джен Стерлинг состоялся в 1947 году в фильме «Биржевой магнат», где она снялась под псевдонимом Джейн Дэриан. Но вскоре, по настоянию Рут Гордон, она взяла себе новый псевдоним, став на этот раз Джен Стерлинг. В последующие годы актриса появилась в фильмах «Джонни Белинда» (1948), «В клетке» (1950), «Брачный сезон» (1951), «Доля секунды» (1953) и многих других.
В 1954 году Джен Стерлинг была номинирована на «Оскар» и стала обладательницей «Золотого глобуса» за роль Сэлли Макки в фильме «Великий и могучий». В том же году, несмотря на беременность,  уехала в Англию на съёмки в фильме «1984». В последующие годы актриса снялась в фильмах «Человеческие джунгли» (1954), «Человек с оружием» (1955), «Тем тяжелее падение» (1956), «Самка» (1958) и «Инцидент, или Случай в метро» (1967).
Начиная с 1950-х годов Джен Стерлинг, помимо кино, стала сниматься на телевидении. У неё были роли в сериалах «Направляющий свет», «Альфред Хичкок представляет», «Правосудие Берка» и «Маленький домик в прериях». С 1970 по 1976 годы она почти не снималась в кино и на телевидении, полностью посвятив себя театру. Последний раз на экране она появилась в 1988 году в одном из телесериалов. Последующие годы она редко появлялась на публике, почтив своим присутствием лишь кинофестиваль Синекон в Лос-Анджелесе осенью 2001 года.

## Личная жизнь
С 1941 по 1948 годы Джен Стерлинг была замужем за актёром Джоном Мэривейлом, брак с которым закончился разводом. В 1950 году Стерлинг во второй раз вышла замуж за актёра Пола Дугласа, с которым была вместе до его смерти от сердечного приступа в 1959 году.
В 2003 году умер её единственный сын Адамс Дуглас, а 26 марта 2004 года не стало и самой актрисы. Джен Стерлинг скончалась после длительной борьбы с диабетом, а также нескольких инсультов в возрасте 82 лет в Лос-Анджелесе. Похоронена на кладбище Чарчярд в Лондоне.

## Избранная фильмография
| Год       |   | Русское название             | Оригинальное название       | Роль                 |
| --------- | - | ---------------------------- | --------------------------- | -------------------- |
| 1948      | ф | Джонни Белинда               | Johnny Belinda              | Стелла Маккормик     |
| 1950      | ф | Свидание с опасностью        | Appointment with Danger     | Доди                 |
| 1950      | ф | В клетке                     | Caged                       | Джета Ковски / Смучи |
| 1950      | ф | Загадочная улица             | Mystery Street              | Вивиан Хелдон        |
| 1950      | ф | Станция Юнион                | Union Station               | Мардж Райтер         |
| 1951      | ф | Туз в рукаве                 | Ace in the Hole             | Лоррейн Миноса       |
| 1953      | ф | Доля секунды                 | Split Second                | Дороти «Дотти» Вейл  |
| 1954      | ф | Великий и могучий            | The High and the Mighty     | Салли Макки          |
| 1955      | ф | Женщина на пляже             | Female on the Beach         | Эми Роулинсон        |
| 1956      | ф | 1984                         | 1984                        | Джулия               |
| 1956      | ф | Тем тяжелее падение          | The Harder They Fall        | Бет Уиллис           |
| 1958      | ф | Самка                        | The Female Animal           | Лили Фрейн           |
| 1958      | с | Телевизионный театр Крафта   | Kraft Television Theatre    | Джеки                |
| 1958—1962 | с | Альфред Хичкок представляет  | Alfred Hitchcock Presents   | разные персонажи     |
| 1960      | с | Бонанза                      | Bonanza                     | Дайенн Джордан       |
| 1967      | ф | Инцидент, или Случай в метро | The Incident                | Мюриэль Первис       |
| 1976      | с | Маленький домик в прериях    | Little House on the Prairie | Лора Колби Инголлс   |
| 1980      | с | Трое — это компания          | Three’s Company             | судья Шеффилд        |

## Награды и номинации
| Награда        | Год  | Категория                                      | Название работы   | Результат |
| -------------- | ---- | ---------------------------------------------- | ----------------- | --------- |
| Оскар          | 1955 | Лучшая женская роль второго плана              | Великий и могучий | Номинация |
| Золотой глобус | 1955 | Лучшая женская роль второго плана в кинофильме | Великий и могучий | Победа    |